# Lauingen (Donau)
Lauingen (Donau) er en by i Regierungsbezirks Schwaben i den tyske delstat Bayern, med knap 11.000 indbyggere.

## Geografi
Lauingen ligger i Donaudalen ved udkanten af landskabet Schwäbischen Alb, 37 km nordøst for Ulm. Donau er kort før Lauingen, ved landsbyen Faimingen, stemmet op til en sø, Faiminger Stausee. Kort efter dæmningen munder floden Brenz ud i Donau.
Der er følgende landsbyer i kommunen: Faimingen, Frauenriedhausen, Lauingen, Veitriedhausen

### Nabokommuner
- Dillingen mod øst
- Gundelfingen imod vest
- Haunsheim und Wittislingen mod nord
- Aislingen, Glött og Holzheim mod syd.